# Titus Flavius Longinus
Titus Flavius Longinus Quintus Marcius Turbo (* um 112) war ein römischer Politiker und Senator des 2. Jahrhunderts n. Chr.
Longinus stammte aus einer Ritterfamilie und war anscheinend der Sohn eines Titus Flavius Longinus, der decurio (Ratsherr) mehrerer dakischer Städte war. Er wurde vom Prätorianerpräfekten Quintus Marcius Turbo adoptiert.
Zu Anfang seiner Laufbahn befehligte Longinus eine Cohors I Germanorum war. Longinus wurde im Jahr 137 Quästor des Lucius Aelius Caesar. Nach Ädilität und Prätur (142?) befehligte er die legio I Adiutrix im Legionslager Brigetio (um 143–146). Danach verwaltete er die Provinz Gallia Lugdunensis (um 146–149).
Zwischen 149 und 151 bekleidete Longinus das Suffektkonsulat. Um das Jahr 151 hatte er als curator operum publicorum die Aufsicht über alle öffentlichen Gebäude. Danach verwaltete er als Legat die Provinz Moesia inferior (zwischen 153/154 und 156).